# Старомінська-Тимашевська
Старомінська-Тимашевська — вузлова вантажно-пасажирська станція Північнокавказької залізниці, пересадочний пункт до міста-курорту Єйськ. Розташована на території станиці Старомінська.
Через станцію здійснюється приміське залізничне пасажирське сполучення з Ростовом-на-Дону, Краснодаром, Мінеральними Водами, Тимашевськом, Єйськом, Старощербинівською й іншими населеними пунктами.
Відкрита 1965 року

## Виноски
1. ↑  Архангельский А. С., Архангельский В. А. Железнодорожные станции СССР: Справочник. В двух книгах. — М. : Транспорт, 1981.(рос.)